# Bedouin Soundclash
I Bedouin Soundclash sono una band canadese provenienti da Kingston (Ontario). Il loro stile può essere descritto come un mix di reggae, soul, rock e ska.

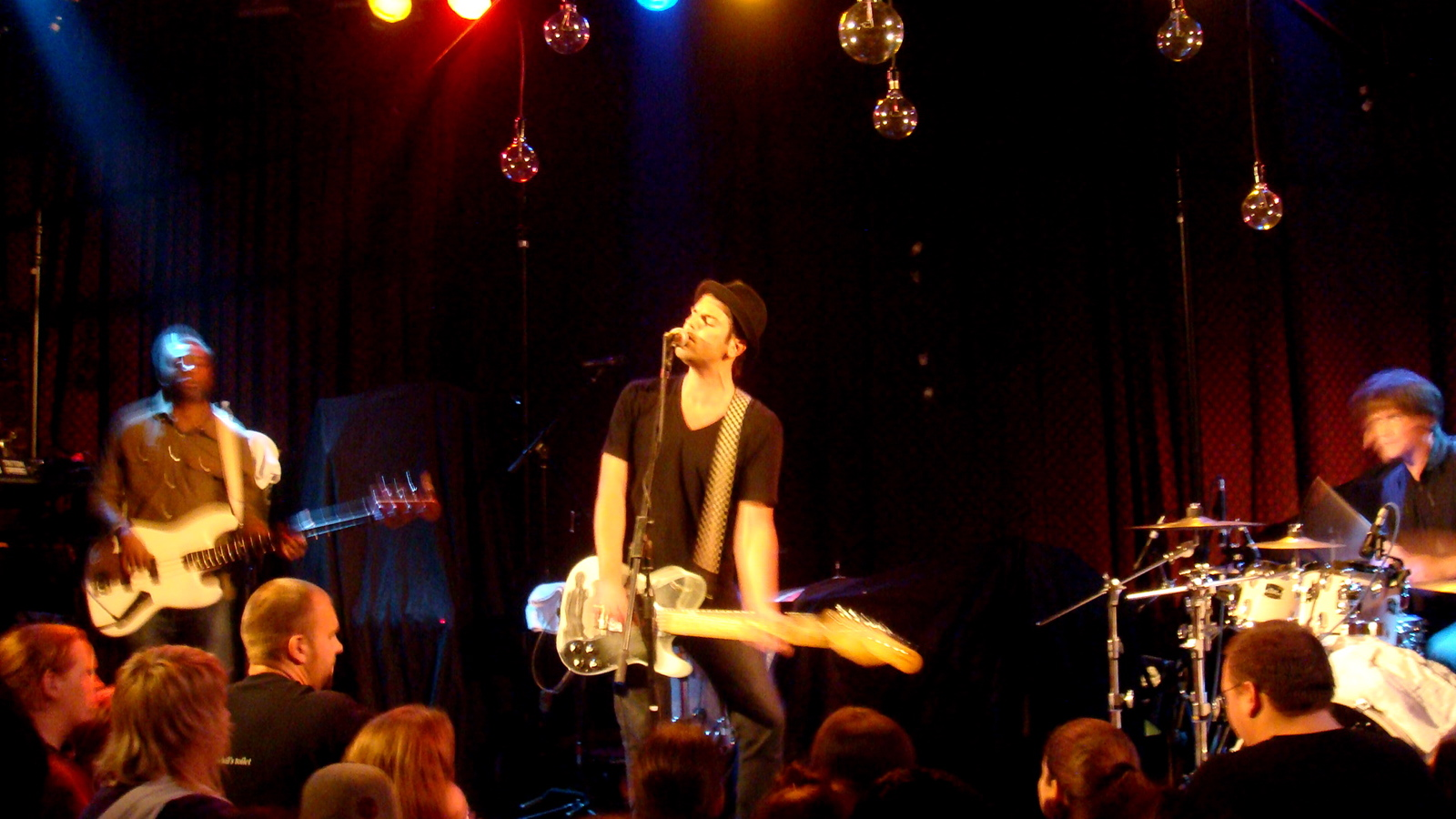
I Bedouin Soundclash in concerto

## Formazione

### Formazione attuale
- Jay Malinowski - voce e chitarra
- Eon Sinclair - basso

### Ex componenti
- Pat Pengelly - batteria

## Discografia

### Album in studio
- 2001 - Root Fire
- 2004 - Sounding a Mosaic (SideOneDummy Records)
- 2007 - Street Gospels (SideOneDummy Records) numero 15 UK Indie, numero 2 Can
- 2010 - Light the Horizon (Rude Records)
- 2019 - Mass

### EP
- 15 giugno 2009 - Where Have the Songs Played Gone To? (SideOneDummy Records)

### Apparizioni in compilation
- 2005 - Atticus: ...Dragging the Lake, Vol. 3
- 2005 - Warped Tour 2005 Tour Compilation
- 2006 - Warped Tour 2006 Tour Compilation
- 2007 - Warped Tour 2007 Tour Compilation
- 2008 - Warped Tour 2008 Tour Compilation